# Donnenheim
 Donnenheim (en alsacià Dunnene) és un municipi francès, situat a la regió del Gran Est, al departament del Baix Rin. L'any 1999 tenia 217 habitants.
Forma part del cantó de Brumath, del districte de Haguenau-Wissembourg i de la Comunitat d'aglomeració de Haguenau.

## Demografia
| 1962 | 1968 | 1975 | 1982 | 1990 | 1999 |
| ---- | ---- | ---- | ---- | ---- | ---- |
| 99   | 112  | 146  | 188  | 248  | 217  |

## Administració
| Període   | Identitat        | Partit |
| --------- | ---------------- | ------ |
| 2001-2007 | Marcel Schissele |        |
| 2007-2008 | Albert Ritleng   |        |
| 2008-     | Guy Repp         |        |